# Boven (Sint Eustatius)
Boven is een 289 meter hoge heuvel in het noorden van Sint-Eustatius. Boven vormt samen met omliggende heuvels (Bergje, Gilboa Hill en Signal Hill) de resten van een voormalige stratovulkaan. Deze vulkaan was 1.6 miljoen jaar geleden actief gedurende het Kwartair tijdperk. Van deze restantheuvels is Boven de hoogste, maar ooit was de vulkaan zelf ongeveer 600 meter hoog. Het heuvelgebied vormt samen met het daarvan losliggende gebied rond de slapende vulkaan Quill het Quill/Boven National Park. 